# ЛОТ пољске авио-линије
ЛОТ Пољске Авио-Линије (пољ. LOT Polskie Linie Lotnicze) је национална и највећа Пољска авио-компанија са седиштем у Варшави. Име „Polskie Linie Lotnicze“ значи Пољске Авио-Линије на пољском језику, и „ЛОТ“ значи „ЛЕТ“. ЛОТ лети редовне путничке и карго летове. Баизана је на Аеродром Варшава. ЛОТ је чланица авионска савез Стар алајанс од 2003. Основна 1929. године, ЛОТ је један од најстарије авио-компаније на свету.
Највећи власник је Влада Републике Пољске (67,97%), СЕрЛајнс Б. В (чланица СЕрГрупа) (25,1%) и њихови радници (6,93%). ЛОТ запошљава 4.199 радника (стање од марта 2007)

## Историја
Пољска Влада је основала ЛОТ 1. јануара 1929. Први авиони у флоти су били Џанкерс Ф.13 и Фокер Ф.VII. Са уласком у ИАТА 1930, први међународни лет је обављен 1. априла 1930. до Букурешта и после до Атине, Бејрута и Хелсинкија.
Због Другог светског рата, ЛОТ је зауставио летове. После 7 година паузе, поново су започели домаће летове 1. априла 1945. и међународне летове 11. маја 1945, са 10 авиона типа Лисунов Ли-2 и 9 Дагласа Ц-47.
Авиони типа Иљушин Ил-18 су стигли маја 1961, и отворили су летове ка Африци и Блиском истоку. Антонов Ан-24 су стигли априла 1966, и после Тупољев Ту-134 новембра 1968 и дуголинијски авион Иљушин Ил-62 априла 1973. Са уласком у флоту авиона Иљушин Ил-62, ЛОТ су отворили дуголинијски саобраћај за Монтреал и Њујорк. Данашње шаре на авионима су први пут представљене 1978.
Од 26. октобра 2003, ЛОТ Полиш ерлајнс постаје члан авионска савез Стар Алајанс. У 2004, ЛОТ је основио своју нискотарифну авио-компанију Централвингс.
ЛОТ Полиш ерлајнц планирају нове дуголинијске летове ка Далеком истоку и од октобра 2006 раде у сарадњи са Сингапур ерлајнс.
У 2008 се очекује долазак 8 нових авиона Боинг 787-8 за дуголинијски саобраћај.

## Редовне линије
Видите: Редовне линије ЛОТ Полиш ерлајнса

## Флота
Следећа табела задржи информације о флоти ЛОТ Полиш ерлајнса (Cептембар 2017)

## Код Шер Партнери
ЛОТ Полиш ерлајнс садржи код шер спорузуме са следеће авио-компаније:
| - Адрија ервејз - Аеросвит - Аерофлот - Азијана ерлајнс - Белавија - Блу1 - БМИ - Брисел ерлајнс - Булгарија ер | - Ел Ал - Ер Канада - Ер Чајна - Јунајтед ерлајнс - Кроација ерлајнс - Луксер - Луфтханза - АНА - Остријан ерлајнс | - Росија - Саут Африкан ервејз - Свис интернашонал ер лајнс - Сингапур ерлајнс - САС - ТАП - ТАРОМ - Туркиш ерлајнс |